# 羽前高松站
羽前高松站（日语：／ Uzen-Takamatsu eki */?）是位於山形縣寒河江市大字八鍬字鄉之目，東日本旅客鐵道（JR東日本）的左澤線車站。此站曾能轉乘山形交通三山線。

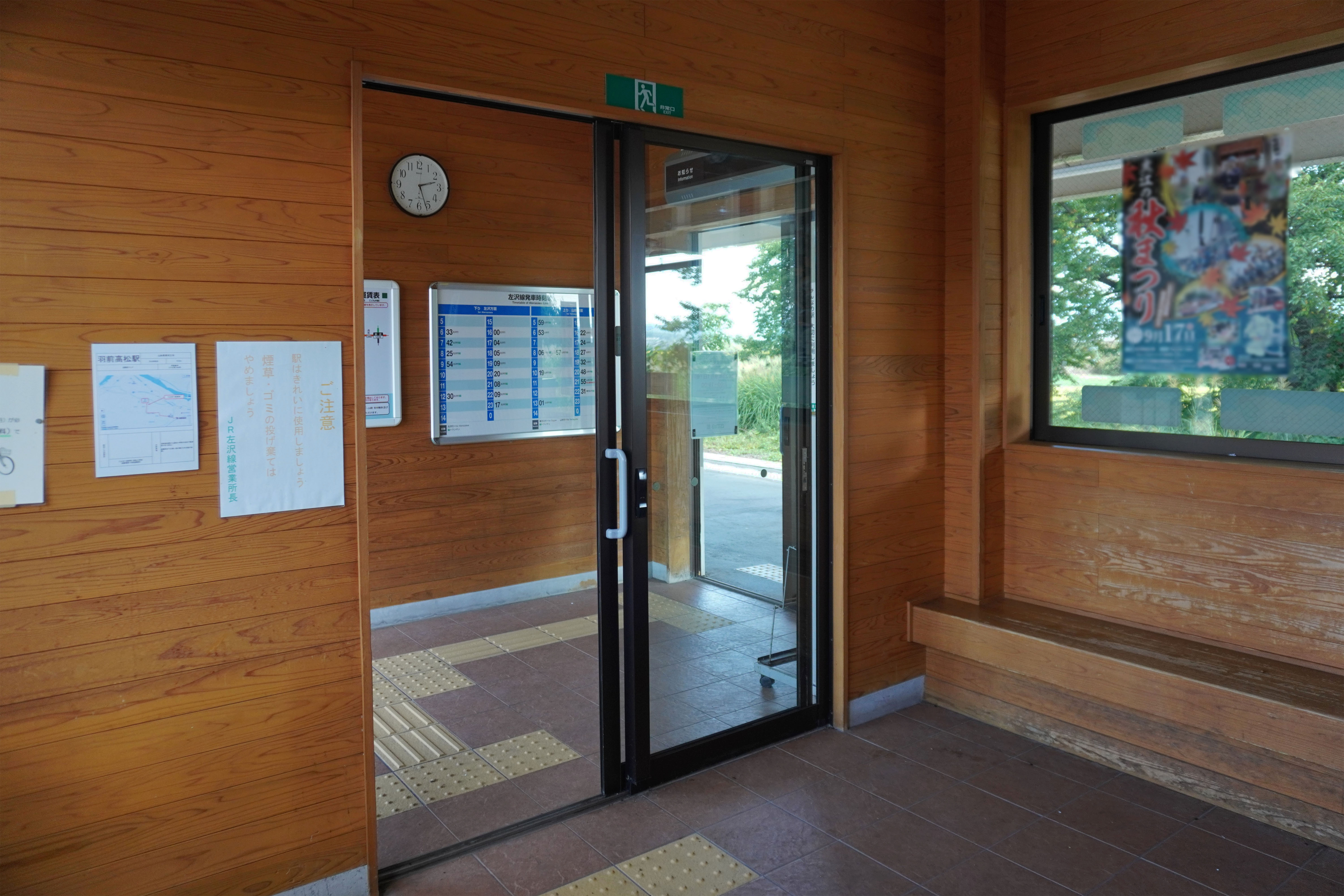
車站內部（2023年9月）

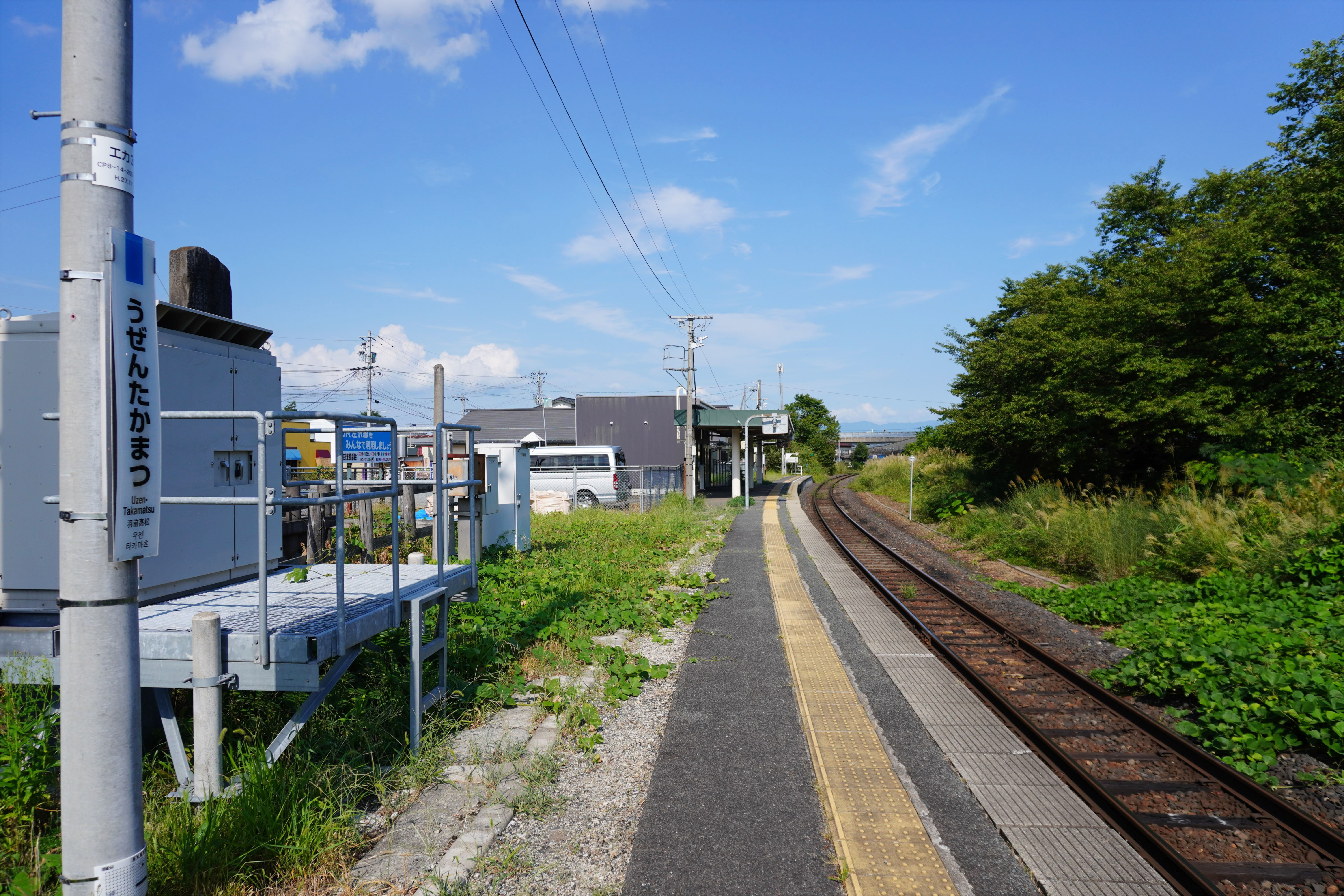
月台（2023年9月）

## 歷史

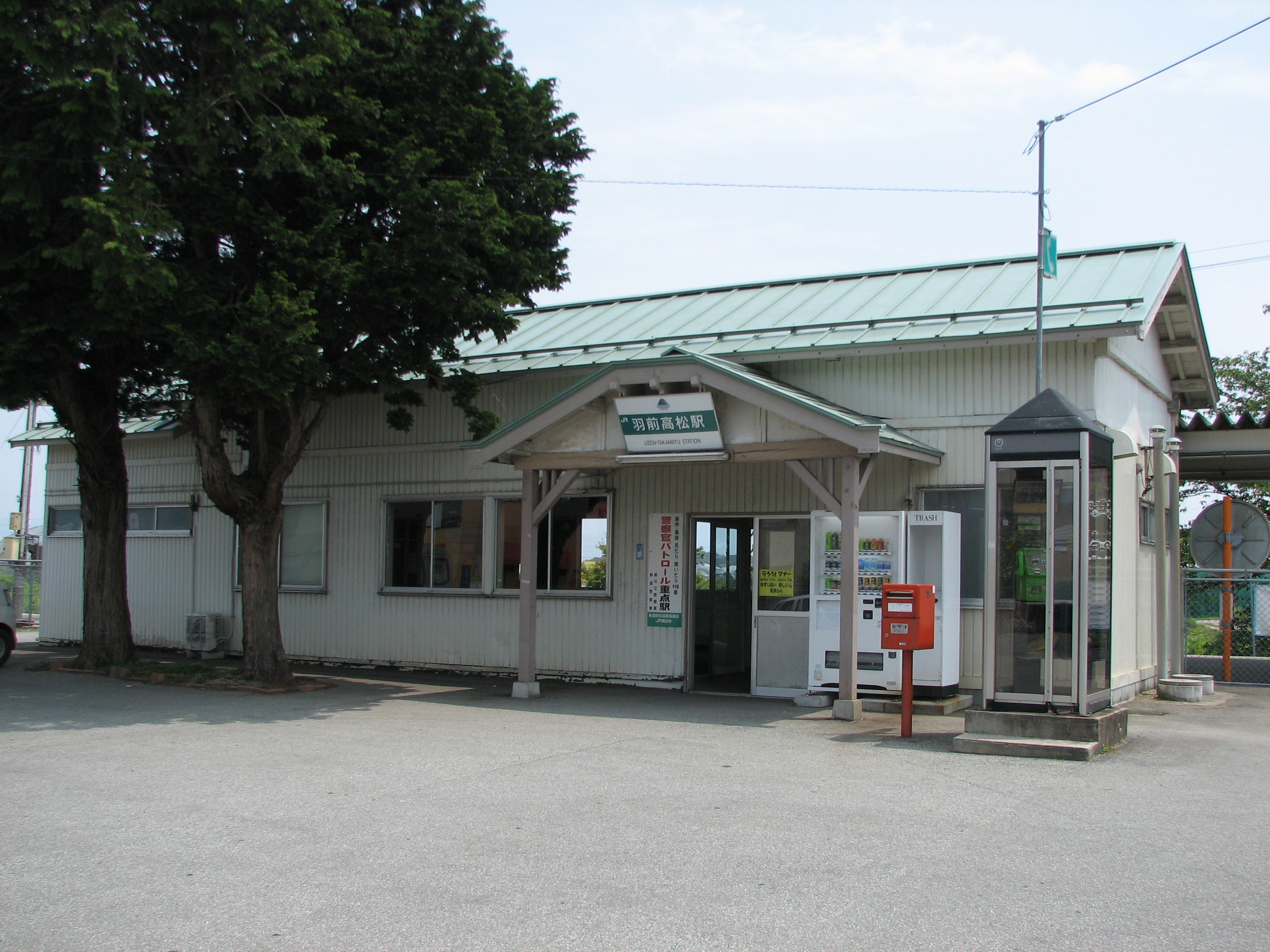
舊站房（2008年6月）

- 1922年（大正11年）4月23日：國鐵左澤輕便線車站啟用，為一般車站。
- 1926年（大正15年）12月23日：三山電氣鐵道此站至海味站之間開通，成為轉乘車站。
- 1940年（昭和15年）11月：舊車站大樓竣工。
- 1943年（昭和18年）10月1日：三山電氣鐵道與尾花澤鐵道、高畠鐵道合併，三山電氣鐵道變成山形交通的三山線。
- 1974年（昭和49年）11月18日：山形交通三山線廢止，成為國鐵單獨車站。
- 1979年（昭和54年）11月1日：結束貨物起卸業務，成為旅客車站。
- 1982年（昭和57年）3月8日：成為簡易委託車站。結束行李起卸業務。
- 1987年（昭和62年）4月1日：伴隨國鐵分割民營化，車站由東日本旅客鐵道（JR東日本）營運[1]。
- 2001年（平成13年）7月：由於寒河江站進行遷移車站工程，因此包括此站在內，羽前長崎至左澤站之間暫停服務，開設代行巴士。
- 2002年（平成14年）2月16日：羽前長崎站至左澤站之間重開[2]。同時現時的車站大樓開始使用。
- 2008年（平成20年）4月1日：終止簡易委託，成為無人車站。
- 2010年（平成22年）2月28日：新車站大樓落成。

## 車站構造
車站是一座地面車站，設有1面1線的單式月台。曾經此站設有2面2線的相對式月台和1線的缺角式月台，共有2面3線的月台。現時只有靠近車站大樓的月台和缺角式月台。山形交通三山線是在缺角式月台到發。兩線月台之間設有轉乘櫃臺，三山線設有獨立的車站大樓。
舊車站大樓在1940年竣工，大樓是一座木造建築物。隨著建築物老化而把車站大樓重建。在2010年2月28日，新車站大樓落成。新車站大樓的外觀彷照當地被指定重要文化財的慈恩寺設計。新大樓是一座鋼架建築物，總樓面37.1平方米。此站是由寒河江站管理的無人車站。

## 使用狀況
在2004年度，1日平均乘車人次為292人。
| 乘車人次變化 | 乘車人次變化 |
| 年度         | 1日平均人次  |
| ------------ | ------------ |
| 2000         | 304          |
| 2001         | 277          |
| 2002         | 298          |
| 2003         | 302          |
| 2004         | 312          |
| 2005         | 310          |
| 2006         | 296          |
| 2007         | 292          |

## 車站周邊
在左澤線走線中，離開西寒河江站後向北前進，進入此站前會轉向西邊，離開車站後會轉向南邊前往柴橋站。
從此站越過寒河江川後便可到達名刹慈恩寺。
- 高松郵局
- JA寒河川西村山高松分所
- 寒河江市立高松小學（日语：寒河江市立高松小学校）
- 寒河江市立陵西中學（日语：寒河江市立陵西中学校）
- 最上川
- 寒河江市立醍醐小學（日语：寒河江市立醍醐小学校）
- 慈恩寺（日语：慈恩寺 (寒河江市)）
- 國道112號（日语：国道112号） - 道之驛寒河江（日语：道の駅寒河江）
- 國道287號（日语：国道287号）
- 西川町路線巴士（日语：西川町路線バス）「高松站前角」巴士站

## 相鄰車站
東日本旅客鐵道（JR東日本）
■左澤線
西寒河江－羽前高松－柴橋

### 曾經存在的路線
山形交通
三山線
羽前高松－新田

## 注腳
1. ↑  『交通年鑑 昭和63年版』 交通協力會，1988年3月。
2. ↑  . RAIL FAN (鐵道友之會). 2002-05-01, 49 (5): 24 （日语）.
3. ↑  交通新聞2010年3月11日
4. ↑  『山形県の鉄道輸送』平成26年度版 - 山形県 （页面存档备份，存于）（日語）

## 外部連結
- 車站資訊（羽前高松）：東日本旅客鐵道（日語）
- 山形交通三山線，存于 - 內有多張往時羽前高松站的相片